# Straftaten aus Gruppen
Straftaten aus Gruppen ist eine Straftat aus dem Strafrecht Deutschlands. Sie zählt zum Sexualstrafrecht. Strukturell ist es eine Straftat mit einer objektiven Bedingung der Strafbarkeit.

## Wortlaut
Geregelt ist sie in § 184j Strafgesetzbuch (StGB):

## Tatbestand
Der Täter muss sich an einer Gruppe von mindestens drei Personen beteiligen, zu der das Opfer nicht gehört. Das Beteiligen ist nicht im Sinne der §§ 25–27 StGB zu verstehen, sondern untechnisch wie bei der Beteiligung an einer Schlägerei. Ein bewusstes und gewolltes Zusammenwirken wird nicht verlangt.
Diese Gruppe muss das Opfer „bedrängen“. Bedrängen bedeutet, „mit Nachdruck an der Ausübung seiner Bewegungsfreiheit oder seiner sonstigen freien Willensbetätigung [hindern]“. Dies muss jedoch in gewissem Maße hartnäckig sein. Das kurzfristige bloße Versperren des Weges oder kurzfristiges Einschüchtern durch lautes Grölen soll beispielsweise nicht genügen.
Das Bedrängen muss zum Begehen irgendeiner Straftat (nicht notwendigermaßen einer Sexualstraftat) geschehen.
Der Vorsatz (mindestens Eventualvorsatz) muss sich auf die Beteiligung an der Gruppe und das Bedrängen erstrecken sowie darauf, dass der Täter durch seinen Beitrag die Begehung einer Straftat ermöglicht oder erleichtert.

## Objektive Bedingung der Strafbarkeit
Dass aus der Gruppe tatsächlich eine Sexualstraftat verübt wurde, ist bei § 184j bloße objektive Bedingung der Strafbarkeit, muss also nicht vom Vorsatz des Täters mit erfasst sein.  Die Sexualstraftat muss eine solche nach § 177 (Sexueller Übergriff/Sexuelle Nötigung/Vergewaltigung) oder § 184i StGB (Sexuelle Belästigung) sein.

## Entstehungsgeschichte
Die Norm ist mit dem 50. Strafrechtsänderungsgesetz geschaffen worden und trat am 10. November 2016 in Kraft. Hintergrund waren vor allem die Übergriffe am Silvesterabend 2015 in Köln.

## Kritik
Die Weite dieser Vorschrift und die angeblich fehlende Rechtsstaatlichkeit wird kritisiert. Joachim Renzikowski schreibt: „Der neue Straftatbestand ist eine der schlimmsten Verirrungen des Gesetzgebers und hat mit einem rechtsstaatlichen Strafrecht nichts zu tun.“ Von anderer, bestrittener Seite wird die Norm aber als vereinbar mit dem Schuldgrundsatz angesehen.